# Baltzar von Platen
Baltzar von Platen (1804-1875) foi um nobre e oficial da marinha sueco. Ele foi um almirante da marinha. Serviu como ministro das Relações Externas dos Reinos Unidos da Suécia e Noruega por um ano entre 1871 e 1872. Ele também foi o governador-geral da Noruega entre 1827 e 1829. von Platen iniciou e dirigiu o projeto para construir o Canal de Gotha, que foi construído no período de 1810-1832. Durante este período, foi o diretor da Trollhätte Canal Company. von Platen iniciou a secção oriental do canal.
Um dos primeiros navios construídos no estaleiro Hammarsten em Norrköping foi baptizado em honra de Baltzar von Platen, em 1834.